# Posición Yuste

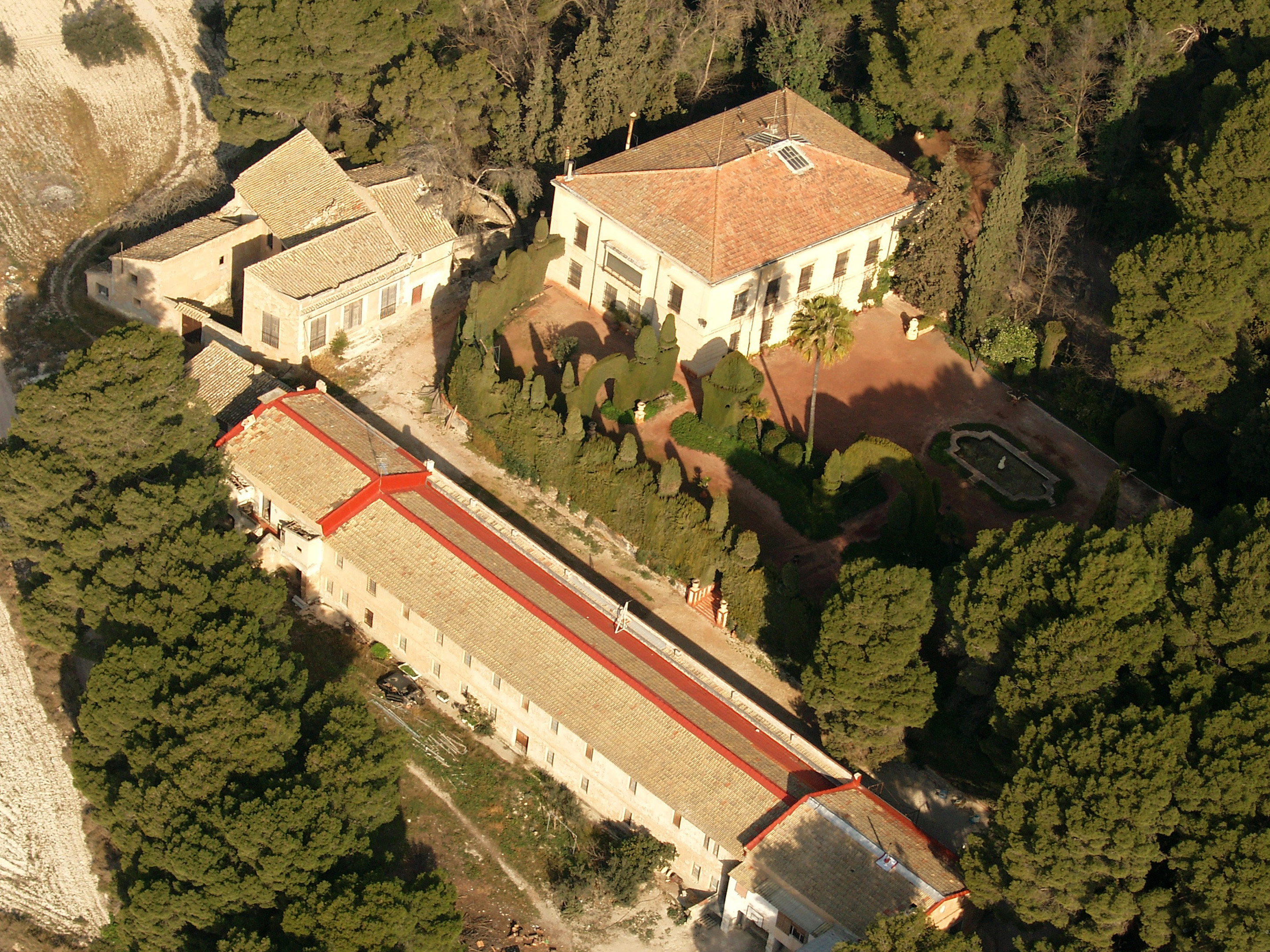
Vista aérea de la conocida como posición Yuste, la finca El Poblet situada a las afueras de Petrel (Alicante) y declarada bien de interés cultural.

La posición Yuste fue el nombre en clave que se le dio al lugar donde se estableció el Gobierno de la República española poco antes del final de la Guerra Civil. El gobierno presidido por Juan Negrín estuvo allí establecido del 25 de febrero al 6 de marzo de 1939. Su nombre alude al retiro de Carlos I de España al Monasterio de Yuste, en Extremadura. La posición se encontraba en la provincia de Alicante, concretamente en una finca en la localidad de Petrel conocida como El Poblet.

## Historia
El 24 de febrero el presidente Juan Negrín, para quien el problema era cómo terminar la guerra de manera distinta a la rendición incondicional, abandonó Madrid tras celebrar un Consejo de Ministros e instaló la sede de la Presidencia del Gobierno en una casa de campo en medio de una densa pinada que la ocultaba de la próxima carretera y situada en el término municipal de la localidad alicantina de Petrel, la "posición Yuste", que era su nombre en clave) apenas a quince kilómetros del cercano aeródromo de Monóvar. La dirección del Partido Comunista de España, el principal aliado del gobierno de Negrín, hizo lo mismo e instaló su cuartel general cerca de Elda, en un palmeral próximo a Elche, llamado Posición Dakar.

### Debate entre historiadores
El traslado del gobierno de Negrín y de la dirección del PCE al interior de la provincia de Alicante ha sido objeto de polémica entre los historiadores. Hugh Thomas ya señaló en 1976 la contradicción que él veía en fijar la sede del gobierno en un lugar tan alejado de Madrid, "si Negrín deseaba ganar la guerra". Thomas intentando darle una explicación se hace eco de la interpretación que dieron los "antinegrinistas": "La situación de esta localidad hacía sospechar que se preveía la posibilidad de una escapatoria". También Ángel Bahamonde y Javier Cervera (1999) consideran la decisión de Negrín un tanto inexplicable porque al alejarse de la capital se acentuó su soledad, es decir, su falta de apoyos para la política de resistencia, que algunos de sus ministros empezaban también a cuestionar.
Más recientemente Ángel Viñas y Fernando Hernández Sánchez (2010) han encontrado una explicación relacionando el repliegue a la posición Yuste con los planes de Negrín, que al parecer tras conocer la situación militar de la zona Centro-Sur ya no eran la resistencia a ultranza, a la espera de que estallara el conflicto en Europa, sino una resistencia escalonada que permitiera el repliegue de las fuerzas republicanas hacia los puertos de Levante para salvar la mayor cantidad de vidas posibles, contando con la protección de la Marina de Guerra fondeada en Cartagena, dado que Negrín era consciente de que Francisco Franco una vez obtuviera la victoria no iba a tener compasión con los vencidos. Y para la ejecución de ese plan de resistencia escalonada la posición Yuste presentaba una posición estratégica innegable:

Negrín había llegado a la convicción de que sólo si se mantenía la resistencia y se lograba controlar un arco de territorio comprendido entre Valencia y Cartagena cabría prolongar la guerra lo suficiente para proceder a una evacuación ordenada a través de los puertos. Para ello decidió instalar el aparato gubernamental en la Posición Yuste... en la encrucijada de las principales vías de comunicación entre el interior y la costa mediterránea. Negrín contó de nuevo con el apoyo comunista. Tras la experiencia del derrumbamiento del aparato del Estado en Cataluña, se temía que en la zona centro-sur el colapso pudiera ser aún más rápido y catastrófico.
Viñas y Hernández Sánchez, El desplome de la República.